# خراف‌هورست
خراف‌هورست (به هلندی: Grafhorst) یک منطقهٔ مسکونی در هلند است که در Kampen واقع شده‌است. خراف‌هورست ۱٬۰۰۰ نفر جمعیت دارد.